# Marianne River
Der Marianne River ist ein Fluss auf der Insel Trinidad im karibischen Inselstaat Trinidad und Tobago.

## Etymologie
Der Rufname des Gemeinen Husaren auf Trinidad ist Marianne. Ein Zusammenhang mit dem Namen Marianne River ist nicht belegt.

## Verlauf

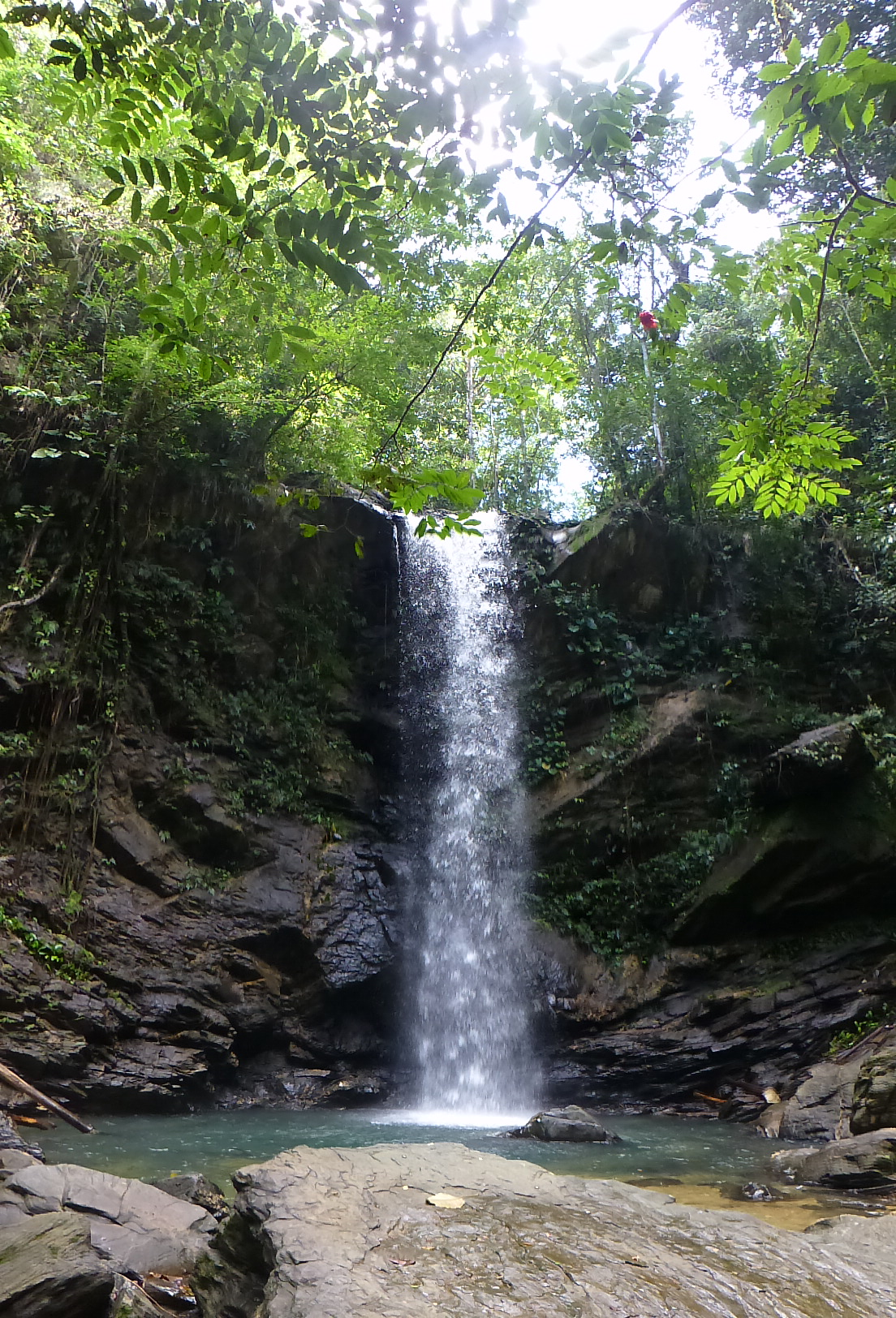
Avocat Falls

Die Quelle des Marianne River liegt auf der nach Norden abfallenden Seite des Nordtrinidad in west-östlicher Richtung durchziehenden Mittelgebirges Northern Range, etwa 2,5 Kilometer südwestlich von Brasso Seco. Auf dem Weg nach Norden passiert der Fluss zwei bekannte trinidadische Touristenattraktionen, den Wasserfall Avocat Falls und das vom Wasserfall aus nordöstlich gelegene, vertikal angeordnete Teichensemble Three Pools. Nach den Three Pools verläuft der Marianne River in nordwestlicher Richtung zur Nordküste Trinidads hin. Er mündet unmittelbar östlich von Blanchisseuse in das Karibische Meer.

## Flora und Fauna
Das Einzugsgebiet des Marianne River ist ein bedeutendes Feuchtgebiet mit einer Größe von etwa 50 Hektar. Es liegt zwischen den Einzugsgebieten des westlich gelegenen Yarra River und des östlich gelegenen Madamas River.
Im Marianne River leben unter anderem Guppys sowie Fische der Gattungen Agonostomus monticola, Awaous banana, Dormitator maculatus, Eleotris pisonis und Gobiomorus dormitor. In Nebenflüssen des Marianne River wurden außerdem Rivulus hartii sowie verschiedene Spezies der Garnelen-Gattung Macrobrachium gefunden.
Entlang des Flussverlaufs können neben auf Trinidad häufig vorkommenden Vögeln auch Drosseluferläufer (saisonal), Eisvögel, Graue Königstyrannen und Mangrovereiher beobachtet werden.
Im Einzugsgebiet des Marianne River wurden Ameisen der Gattung Eciton burchelli und Wespen der Gattungen Angiopolybia pallens, Mischocyttarus fitzgeraldi (in Trinidad endemisch) und Protopolybia exigua beobachtet.

## Wirtschaftliche Nutzung
Historisch wurde das fruchtbare Einzugsgebiet des Marianne River für den Anbau von Kakao genutzt.
Das am Marianne River gelegene Teichensemble Three Pools wird vom trinidadischen Online-Nachrichtenmagazin Loop zu den fünf schönsten Wasserfällen des Landes gezählt. Bedingt durch die isolierte Lage im Urwald an der mäßig erschlossenen Nordküste findet aber keine kommerzielle Nutzung der Attraktion statt. Der Strand an der Mündung ins Meer zieht insbesondere am Wochenende Besucher an, und der untere Flusslauf wird von Kajakfahrern genutzt.
Das Hindu-Fest Ganga Dhara (Flussfest) wird jährlich in Blanchisseuse zelebriert. Dabei werden dem Marianne River große Mengen Blüten übergeben.

## Geschichte
Für das Mündungsgebiet des Marianne River ist eine Besiedlung durch die Saladoidkultur für einen Zeitraum zwischen 250 v. Chr. und 600 n. Chr. nachgewiesen. Das Mündungsgebiet spielte eine Schlüsselrolle bei der Benennung des nahegelegenen Blanchisseuse. Den heutigen Namen erhielt der Ort nach der Eroberung Trinidads durch die Briten 1797. Im Rahmen einer Expedition entlang der Nordküste sichtete der britische Kapitän Frederick Mallet im Februar 1797 die noch namenlose Siedlung sowie lokale Frauen, die im nahe gelegenen Marianne River Wäsche wuschen. Er notierte diese Sichtung auf einer Karte, und der Ort wurde nach dieser Begegnung benannt – „Blanchisseuse“ ist das französische Wort für 'Wäscherin'. Das Mündungsgebiet ist deshalb Bestandteil des „Heritage Asset Inventory“, des offiziellen Verzeichnisses bewahrenswerter historischer Stätten. Im 19. Jahrhundert existierte entlang des Ufers des Marianne River mindestens eine Kakaoplantage.